# Piercing the Curtain-films
De Piercing the Curtain-films zijn een reeks van drie films uit 1995. De films gaan over de spionagesatelliet Corona.
De films zijn:
- Corona: A Triumph of American Technology[1]
- Corona Satellite Imagery[2]
- The First Satellite Reconnaissance System[3]

De films zijn gemaakt door de Amerikaanse overheid en vallen daarom binnen het publiek domein.